# إيسيدرو موسكيا
إيسيدرو موسكيا (بالإنجليزية: Isidro Mosquea) (مواليد 14 أغسطس 1976) هو ملاكم دومينيكي، مثّل بلاده في الألعاب الأولمبية الصيفية 2004.

## روابط خارجية
إيسيدرو موسكيا على موقع أوليمبيديا (الإنجليزية)